# Distretto di Antabamba
Il distretto di Antabamba è un distretto del Perù nella provincia di Antabamba (regione di Apurímac) con 3.166 abitanti al censimento 2007 dei quali 2.013 urbani e 1.153 rurali.
È stato istituito fin dall'indipendenza del Perù.